# 李明德 (歌手)
李明德(哈勞 喇義斯)，畢業於台北工專，花蓮阿美族，台灣校園民歌手、廣播主持人，詞曲創作者和唱片製作人。1980年第四屆金韻獎優勝者。曾經和民歌手王瑞瑜組成「鄉村二人組」，1996年，兩人分別擔任「音樂磁場」台語和國語主唱。

## 專輯
- 台北街頭的霓虹燈，1985年發行
- 彩虹的夜晚，1988年3月發行，太笙唱片發行
- 其實我不想放棄，1991年02月發行，全美唱片製作，點將唱片代理發行
- 堅持，1992年04月發行，全美唱片製作，寶麗金唱片代理發行
- 蒐集李明德的民歌專輯，1992年12月發行，全美唱片製作，寶麗金唱片代理發行
- 溫柔的孤獨，1995年發行，太笙唱片發行

## 廣播節目主持

### 現任
- 台北廣播電台AM1134 HO HI YAN頻道 原地起飛臺北趣 （页面存档备份，存于）
- 原住民族廣播電台FM96.3 哈勞的音樂小酒館 （页面存档备份，存于）